# Andrej Smaljak

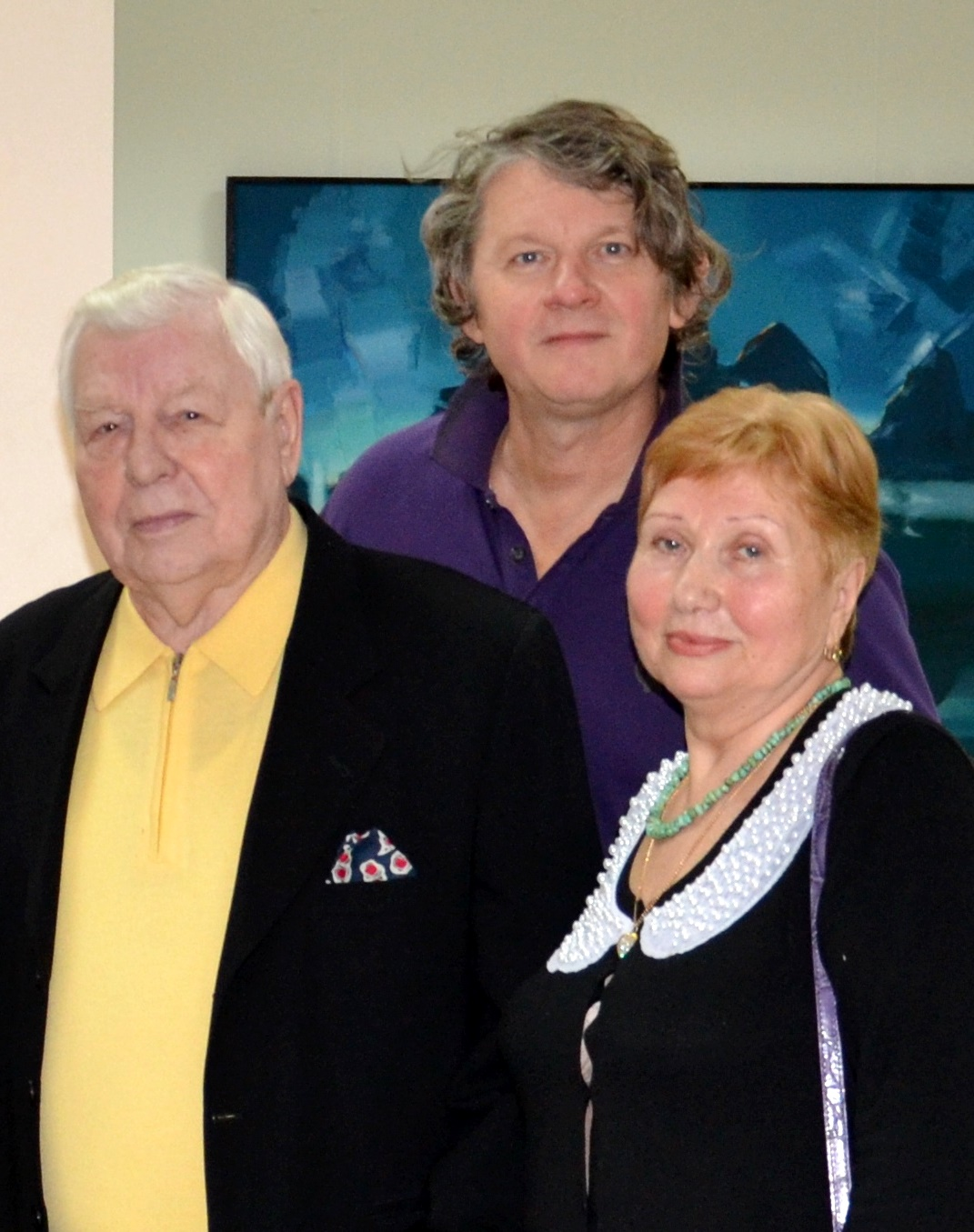
Andrej Smaljak (midden)

Andrej Mikalajevitsj Smaljak (Wit-Russisch: Андрэй Мікалаевіч Смаляк, Russisch: Андрей Николаевич Смоляк, Andrej Nikolajevitsj Smoljak; Minsk, 2 december 1954) is een Wit-Russisch kunstenaar, lid van de Wit-Russische Unie van Kunstenaars, erelid van de Académie Européenne des Arts in Parijs.
In 1999 ontving hij een zilveren medaille van het Europees Parlement voor zijn bijdrage tot de ontwikkeling van de Europese kunst. Laureaat van het internationale M. Chagall Plein-air in Vitebsk, Wit-Rusland.

## Biografie
Andrej Smaljak werd in 1954 in Malaja Slepjanka (nu deel van Minsk) geboren. Als kind al zat hij op de bekendste kostschool voor schone kunsten en muziek van de Wit-Russische Sovjetrepubliek. In 1973 werd hij toegelaten tot de Afdeling Schilderkunst van het Wit-Russisch Staatsinstituut voor Toneel en Beeldende Kunst (tegenwoordig de Wit-Russische Academie voor Schone Kunsten). Daar ontmoette hij zijn toekomstige vrouw en muze Olga. Als student werd Smaljak voor een jaar in de gevangenis gezet voor het bezit van twee Playboy-tijdschriften. Na één jaar werd de veroordeling herroepen nadat zijn moeder de zaak had voorgebracht voor de Hoge Raad.
In 1980 haalde Smaljak zijn diploma en ging als kunstenaar aan de slag op de staatsfilmstudio Belarusfilm. Na de geboorte van zijn zoon in 1982 moest hij gaan bijverdienen met voor die tijd typische Leninportretten en andere pseudoartistieke opdrachten met sovjetsymboliek.
Eigen werken van Smaljak werden door verschillende tentoonstellingscommissies meermaals verworpen, totdat zijn leven door een onverwachte wending drastisch veranderde. Na een auto-ongeluk werd hij namelijk klinisch dood verklaard, maar hij slaagde erin om weer bij te komen. Daarbij, volgens Smaljak, ontwaakte zijn creatieve geest, wat uitdrukking vond in zijn schilderij Blauwe Kamer.
In 1989 vond zijn eerste persoonlijke tentoonstelling plaats, waarna hij lid kon worden van de Wit-Russische Unie van Kunstenaars.
In 1996 werd Smaljak een eigen atelier toegekend waar de meeste werken uit zijn eerste serie verschenen.
Tot nu toe heeft Andrej Smaljak ruim 30 persoonlijke tentoonstellingen georganiseerd. Hij kreeg onder andere een opdracht om een portret van Prinses Astrid van België te maken, nam deel aan het Tweede internationale M. Chagall Plein-air. Andrej Smaljak heeft ook zijn persoonlijke galerij Ermitage (“Эрмітаж”) geopend. Zijn werken maken deel uit van verschillende staats- en privécollecties in Wit-Rusland, België, Nederland, Frankrijk, Italië, Rusland en de Verenigde Staten.

## Werk
Andrej Smaljak heeft zijn opleiding nog in de Sovjetperiode gevolgd, maar het hoogpunt van zijn artistieke carrière valt in de tweede helft van de jaren ’90. Hij neemt deel aan talrijke internationale tentoonstellingen. Voor hem poseerden popsterren Filipp Kirkorov, Anzjelika Agoerbasj en andere bekende (Wit)-Russen. Hij wordt nu eens een tweede Chagall genoemd, een man die door de goden werd gekust, dan weer een gek die het publiek provoceert en epateert.
Smaljak werkt in traditionele genres: themaschilderijen, landschappen en portretten. De bron van zijn creativiteit ligt altijd voor de hand, maar Smaljak slaagt erin om die een nieuwe nuance te geven. Liefde voor de kunst uit het verleden en de grote meesters van vroegere tijden is kenmerkend voor veel kunstenaars. De schilderijen van Smaljak combineren dan ook die gehechtheid aan tradities met nieuwe tendensen.
Smaljak heeft een hele reeks zelfportretten gemaakt, waarbij elk portret een psychologische zelfstudie is, een ontdekkingstocht naar een bepaalde emotionele toestand. De tetraptiek Zelfportretten (1999) is "een hulde aan de hartstocht van de West-Europese schilderkunst"
Vrouwelijke portretten vormen een aparte groep. Mevrouw Smaljak is daarbij prominent aanwezig: ze is het favoriete model van de kunstenaar. Veel schilderijen zijn gewijd aan toneel en circus. Het kleurenrijke Mijn week (2004) is er een voorbeeld van. De serie Kleurenportretten (1997) bestaat uit zeven schilderijen waarin symbolisme gecombineerd wordt met het beelddenken.
De werken van Andrej Smaljak werden meermalen in België tentoongesteld, namelijk in de Koninklijke Musea voor Schone Kunsten van België, het Europees Parlement in Brussel en de Koningin Elizabethzaal in Antwerpen.

## Onderscheidingen
- Zilveren medaille van het Europees Parlement voor zijn bijdrage tot de ontwikkeling van de Europese kunst (1999)
- Erelid van de Europese Academie voor Kunst en Wetenschap (Parijs)
- Lid van de Wit-Russische Unie van Kunstenaars
- Laureaat van het internationale M. Chagall Plein-air in Vitebsk, Wit-Rusland

## Grote internationale tentoonstellingen
- 1998 – tentoonstelling in het Europees Parlement
- 1999 – tentoonstelling in de Koninklijke Musea voor Schone Kunsten van België
- 2001-2002 – deelnemer aan tentoonstellingen Belarus-Expo in Helsinki en Vilnius

## Belangrijke persoonlijke tentoonstellingen
1989 – Wit-Russische Unie van Kunstenaars. Minsk, Wit-Rusland (toen nog deel van de Sovjet-Unie)
1991 – Galerij Art. Maribor, Joegoslavië
1992 – Nationale Universiteit. Seoul, Zuid-Korea
1992-1993 – Reizende persoonlijke tentoonstelling door de steden van Wit-Rusland
1993 – Galerij Leonardo. Celje, Joegoslavië
1993 – Galerij Rynel. Bialystok, Polen
1994 – Galerij Antic. Treviso, Italië
1994 – Instituut voor de Sovjet-Unie en Centraal-Europa. Michigan, VS
1995 – Tweede internationale M. Chagall Plein-air. Vitebsk, Wit-Rusland
1996 – Kunstenpaleis. Minsk, Wit-Rusland
1997 – “Toewijding aan de meester”. Huismuseum Marc Chagall. Vitebsk, Wit-Rusland
1998 – “Kunst als een brug naar Europa”. Het Europees Parlement, Brussel, België
1998 – Russisch Wetenschappelijk en Cultureel Centrum. Brussel, België
1999 – Vlaams Cultureel Centrum ZEPPO. Brussel, België
1999 – Galerij Fayla Grand Sablon. Brussel, België
1999 – Koningin Elizabethzaal. Antwerpen, België
1999 - Koninklijke Musea voor Schone Kunsten van België. Brussel, België
2001 – “Belarus-Expo-2001”. Helsinki, Finland
2002 – “Belarus-Expo-2002”. Vilnius, Litouwen
2003 – Huismuseum Ul. Karaktievich. Orsja, Wit-Rusland
2004 – “Damessalon”, “Feesten”, “Carnaval”. Galerij Ermitage, Minsk, Wit-Rusland
2004 - “Belarus-Expo-2004”. Riga, Letland
2007 – Galerij Bindes. Tallinn, Estland
2008 – Alla Bulyanskaya Galerij. Londen, VK
2008 – Nationaal Museum voor Schone Kunsten. Minsk, Wit-Rusland
2009 – “Onbekende Smaljak”. Nationaal Museum voor Schone Kunsten, Minsk, Wit-Rusland
2010 - “Pinacoteca Comunale”. Citta di Castella, Perugia, Italië
2010 – “Rode bril”. Roemyjantsev-Pasjkevitsj Paleis. Homel, Wit-Rusland
2011-2012 Project “Tot leven geroepen schilderijen”. Minsk en Vitebsk, Wit-Rusland

## Voetnoot
1. ↑  [dode link]